# 山下英雄
山下 英雄（やました ひでお、1928年（昭和3年）6月20日 - 2013年（平成25年）12月27日）は、昭和から平成時代の政治家。佐賀県鳥栖市長。愛媛県南宇和郡御荘町の旧町長山下英雄とは異なる

## 経歴
佐賀県三養基郡鳥栖町（現鳥栖市）出身。1948年（昭和23年）官立明治工業専門学校を卒業し、九州電力に入社する。佐賀地方同盟会長、九州電力労働組合委員長、九州地方電力総連会長、九州・沖縄民労連代表などを歴任した。1963年（昭和38年）第30回衆議院議員総選挙において佐賀全県区から民主社会党公認で立候補したが落選した。1983年（昭和58年）佐賀県議会議員を経て、1987年（昭和62年）3月、鳥栖市長に当選した。
2013年（平成25年）12月27日、肺癌のため死去した。

## 栄典
勲章等
- 1984年（昭和59年） - 藍綬褒章[1]